# Меридианы Тихого
«Меридиа́ны Ти́хого» (англ. «Pacific Meridian») — международный кинофестиваль стран Азиатско-Тихоокеанского региона (АТР), учреждённый в 2003 году и проводящийся ежегодно в начале осени в городе Владивостоке (Приморский край, Россия).
Ежегодно в кинофестивале принимают участие более шестидесяти стран Юго-Восточной Азии, Северной и Южной Америки и побережья Тихого океана. В оргкомитет фестиваля ежегодно приходит более восьмисот пятидесяти фильмов.

## О фестивале
МКФ «Меридианы Тихого» — это конкурс полнометражного и короткометражного кино, панорама мирового кинематографа, программа российского кино, короткометражные, документальные и анимационные фильмы, ретроспективы мастеров мирового кино, семинары, мастер-классы и пр.
Одной из основных отличительных особенностей кинофестиваля, вызывающей к нему интерес профессионалов и зрителей, является специализация МКФ «Меридианы Тихого» на фильмах Азиатско-Тихоокеанского региона. Более того, «Меридианы Тихого» — единственный в России кинофестиваль, ориентированный исключительно на страны Тихоокеанского побережья.
Международный кинофестиваль стран Азиатско-Тихоокеанского региона «Меридианы Тихого» во Владивостоке был организован в 2003 году по инициативе губернатора Приморского края С. М. Дарькина. На протяжении восемнадцати лет кинофестиваль проводится ежегодно в сентябре при поддержке Министерства культуры Российской Федерации, и Правительства (ранее Администрации) Приморского края.
Помимо кинопрограмм, кинофестиваль ежегодно составляет культурную программу. Традиционно культурная программа МКФ включает в себя:
- концерты с участием музыкантов — гостей кинофестиваля,
- выставки, в том числе об истории кинофестиваля,
- творческие встречи известных актёров и режиссёров со зрителями,
- кинотеатр под открытым небом,
- морские прогулки по акватории Амурского залива,
- танцевальную площадку «Step by Step»,
- фестивальный футбольный матч.

## Особенности фестиваля
- МКФ «Меридианы Тихого» — единственный в своем роде культурный проект, в рамках которого проходят «выездные» кинопоказы и творческие встречи известных российских актеров и режиссёров с жителями Приморского края.
- Актёры и режиссёры в день открытия и в день завершения фестиваля проходят по синей ковровой дорожке, а не по красной, как принято на других фестивалях.
- С 2006 года в рамках кинофестиваля проходит программа «Кинопроба», адресованная начинающим кинематографистам. Каждый участник программы получает возможность развить свой собственный проект и представить его заинтересованной, доброжелательной, но в высшей степени требовательной и авторитетной профессиональной аудитории. Ввиду отсутствия кинообразования во Владивостоке этот проект является крайне важным аспектом в сфере развития творческой молодежи, создавая перспективу открытия факультета кинематографии в одном из Университетов города.
- В рамках шестого МКФ «Меридианы Тихого» прошла презентация беспрецедентного международного проекта «Кинопоезд». Кинопоезд — международный мастер-класс для молодых кинематографистов, который проходил во время следования поезда «Москва-Владивосток». В течение двух недель 18 участников из разных стран Европы проехали по всей России с остановками в разных городах страны. Во время путешествия они сняли 6 коротких документальных фильмов на тему «Где находится граница Европы». Фильмы были смонтированы во Владивостоке и показаны в одной из программ МКФ. После мировой премьеры во Владивостоке фильм был отобран для показа в программе Каннского кинофестиваля.
- Впервые во Владивостоке в рамках шестого МКФ Pacific Meridian с 14 по 17 сентября прошел Международный Киносаммит «Евразия». Деловая программа включала круглые столы, семинары, бизнес-тренинги и обсуждения на актуальные темы в сфере кино. Киносаммит создал комфортную и плодотворную среду общения, способствовал установлению партнерских взаимоотношений между участниками, стал местом развития проектов совместного производства стран Европы и Азии. Было проведено специальное мероприятие киносаммита «Евразия», организованное совместно с компанией «Вьюжн консалт» — Российский форум копродукции Russian Co-production & Film Financing Forum, направленный на развитие взаимодействия российских, европейских и азиатских инвесторов и финансистов, продюсеров, дистрибьюторов, представителей государственных фондов, финансирующих киноотрасль. В рамках Форума копродукции состоялся круглый стол «Россия как хаб копродукции Европа — Азия: новые перспективы финансирования кинопроектов», а также мастер класс «Копродукция как бизнес стратегия» корейского режиссёра, президента AFCNet, основателя Пусанского МКФ, основателя кинорынка в Пусане, директора киношколы в Сеуле — Пак Квансу.
- В партнерстве с Администрацией Приморского края и Международным кинофестивалем «Меридианы Тихого» была проведена презентация «Дальний Восток: новый полюс притяжения кинопроизводства», раскрывающая возможности Приморского края и Дальнего Востока по привлечению зарубежных киносъемочных групп и перспективы развития кинопроизводства в регионе.
- Совместно с компанией «Информкино» с 14 по 17 сентября 2008 года была проведена специальная программа «Generation campus», основная цель которого в 2008 году — способствовать созданию дебютных проектов копродукции. Результатом работы «Generation Campus» стали 3 короткометражных ленты, снятые молодыми кинематографистами — участниками «Generation Campus», с участием Ингеборги Дапкунайте, Ирины Безруковой, Оксаны Акиньшиной.

## Программа
Конкурс:
- полнометражные игровые фильмы
- короткометражные игровые фильмы (до 30 минут)

Внеконкурсная программа:
- Панорама
- Кино России
- Специальные и информационные показы
- Ретроспективы мастеров мировой кинематографии
- Семинары и мастер-классы

## Жюри
Для оценки конкурсных фильмов формируется международное жюри в количестве пяти человек. Дирекция Фестиваля принимает на себя все расходы по пребыванию во Владивостоке каждого члена жюри и их проезду на Фестиваль и обратно; в состав жюри не могут входить лица участвующие в создании или коммерческом прокате фильмов заявленных в конкурсе, участие продюсера в международном жюри является обязательным. С 2003 в состав международного жюри кинофестиваля входят лучшие представители профессионального сообщества национального и мирового кинематографа. Международное жюри определяет лауреатов и вручает призы в следующих номинациях: за лучший полнометражный фильм, за лучший короткометражный фильм, за лучшую режиссёрскую работу, за лучшую женскую и мужскую роли, и специальный приз жюри.
С 2012 года на МКФ «Pacific Meridian» работает жюри NETPAC (Объединение по продвижению азиатского кино) — международной организации, объединившей 30 стран-участниц, созданной при поддержке ЮНЕСКО в 1990 г. Эта паназиатская кинематографическая и культурная организация объединяет кинокритиков, кинематографистов, организаторов и кураторов кинофестивалей, кинопрокатчиков и преподавателей. NETPAC считается ведущим авторитетом по азиатскому кинематографу; она участвует в составлении программ азиатского кино для нескольких международных кинофестивалей, представляет кинематографистов из Азии мировой зрительской аудитории, публикует книги, организует семинары и конференции, а также учредила особую награду NETPAC, «Лучший азиатский фильм», которая присуждается на 44 кинофестивалях по всему миру.
С 2014 года на фестивале работает международное жюри FIPRESCI, международной ассоциации кинопрессы, существующей уже 90 лет, объединяющей кинокритиков и киноведов всего мира. Основной целью организации является поддержка кино как искусства и как яркого и независимого способа выражения видения мира. Премия этой организации имеет большое значение в кинематографическом мире.

## Место проведения
Кинофестиваль проходит во Владивостоке на базе сети кинотеатров «Иллюзион» (главная площадка — кинотеатр «Океан»).

## Призы
Идею призов в виде морских раковин и морских звёзд из стекла вложила в фирменный стиль фестиваля его автор Илона Гансовская. Производством статуэток с 2005 г. занимается японский художник по стеклу Юичи Нода. 
- Главный приз за лучший полнометражный фильм
- Приз за лучший короткометражный фильм
- Специальный приз жюри
- Приз за лучшую режиссёрскую работу
- Приз за лучшую женскую роль
- Приз за лучшую мужскую роль
- Приз губернатора Приморского края «9288 км» (9288 км — это расстояние от Владивостока до Москвы по Транссибу).
- Приз зрительских симпатий за лучший российский фильм
- Приз имени Юла Бриннера, родившегося во Владивостоке, введенный по инициативе Рока Бриннера, сына актёра, вручаемый им лично.
- Приз NETPAC
- Призы FIPRESCI за лучший полнометражный и лучший короткометражный фильм
- Нерегулярные призы от генеральных спонсоров фестиваля

## Хронология

### 2003
Первый «Pacific Meridian» должен был быть открыт фильмом Станислава Говорухина «Благословите женщину». Однако в результате организационных неурядиц фильмом открытия стали «Магнитные бури» Вадима Абдрашитова.
Жюри:
- Меньшов, Владимир Валентинович (Россия, актер, режиссёр, сценарист и продюсер)
- Канти Састри (Индия, кинокритик и режиссёр)
- Пак Квансу (Южная Корея, режиссёр)
- Томмазо Моттола (Италия, сценарист и режиссёр)
- Екатерина Мцитуридзе (Россия, кинокритик)
- Кадзуо Ямада (Япония, кинокритик)
- Гёрильд Мёсет (Норвегия, актриса)
- Чэнь Госин (Китай, режиссёр)

| Приз фестиваля Pacific Meridian                                | Название фильма        | Режиссёр            | Страна           |
| -------------------------------------------------------------- | ---------------------- | ------------------- | ---------------- |
| Гран-При фестиваля за лучший полнометражный фильм              | «Дорога к дому»        | Ли Джон-хян         | Республика Корея |
| Лучший короткометражный фильм                                  | «Колыбельная»          | Вон Син-юн          | Республика Корея |
| Лучшая режиссёрская работа                                     | «Магнитные бури»       | Вадим Абдрашитов    | Россия           |
| Лучшая женская роль Туйара Свинобоева (посмертно)              | «Река»                 | Алексей Балабанов   | Россия           |
| Лучшая мужская роль Итиро Дзайцу                               | «Ближе к дому»         | Томио Курияма       | Япония           |
| Приз губернатора Приморского края «9288 км» Александр Михайлов | «Благословите женщину» | Станислав Говорухин | Россия           |
| Приз зрительских симпатий за Лучший Российский фильм           | «Благословите женщину» | Станислав Говорухин | Россия           |
| Приз имени Юла Бриннера Алексей Балабанов                      | «Река»                 | Алексей Балабанов   | Россия           |

### 2004
Фильмом открытия 2004 года стала картина Владимира Машкова «Папа».
Президент фестиваля — Олег Табаков, режиссёр, актёр.
Жюри:
- Сергей Юрьевич Юрский (Россия, актёр, режиссёр, писатель, поэт, сценарист)
- Ким Сонсу (Корея, режиссёр, писатель, продюсер)
- Фред Линч (США, киновед)
- Джон Хьюс (Австралия, продюсер, сценарист, режиссёр)
- Стефан Гуде (Франция, кинокритик)

| Приз фестиваля Pacific Meridian                      | Название фильма                         | Режиссёр           |
| ---------------------------------------------------- | --------------------------------------- | ------------------ |
| Гран-При фестиваля за лучший полнометражный фильм    | Весна, лето, осень, зима… и снова весна | Ким Ки Дук         |
| Лучший короткометражный фильм                        | Столичный скорый                        | Артём Антонов      |
| Лучшая режиссёрская работа                           | Последняя жизнь во вселенной            | Пен-ек Ратанаруанг |
| Лучшая женская роль Рейчел Блейк                     | Совсем чужие                            | Гайлин Престон     |
| Лучшая мужская роль Сатоси Цумабуки                  | Жозе, тигр и рыба                       | Инудо Исин         |
| Приз зрительских симпатий за Лучший Российский фильм | Игры мотыльков                          | Андрей Прошкин     |
| Приз губернатора Приморского края «9288 км»          | «Ночной дозор»                          | Тимур Бекмамбетов  |
| Специальный диплом жюри                              | Все вечеринки завтрашнего дня           | Ю Ликвай           |

### 2005
Фильм открытия: Итальянец, Россия, Андрей Кравчук
Президент фестиваля (2005—2012) — Сергей Степанченко, актёр.
Жюри:
- Армен Медведев (киновед, продюсер, педагог, Россия)
- Эдуардо Антин (кинокритик, Аргентина)
- Кнут Эрик Йенсен (режиссёр, Норвегия)
- Тиэ Оги (киновед, критик, Япония)
- Ян Ячжоу (режиссёр, Китай)

| Приз фестиваля Pacific Meridian                        | Название фильма           | Режиссёр                            |
| ------------------------------------------------------ | ------------------------- | ----------------------------------- |
| Гран-При фестиваля за лучший полнометражный фильм      | Дни Сантьяго              | Хоси Мендес                         |
| Лучший короткометражный фильм                          | Серенада для цензора      | Ройстон Тань Чжикхям (Чэнь Цзыцянь) |
| Лучшая режиссёрская работа                             | Удалённый доступ          | Светлана Проскурина                 |
| Лучшая женская роль Дана Агишева и Елена Руфанова      | Удалённый доступ          | Светлана Проскурина                 |
| Лучшая мужская роль актерскому коллективу фильма       | Кэкэксили: Горный патруль | Лу Цзуань                           |
| Приз губернатора Приморского края «9288 км»            | Итальянец                 | Андрей Кравчук                      |
| Приз зрительских симпатий за Лучший Российский фильм   | Заказ                     | Вера Глаголева                      |
| Специальный приз жюри за оригинальное жанровое решение | Кэкэксили: Горный патруль | Лу Чуань                            |
| Специальный диплом жюри                                | Vital                     | Синъя Цукамото                      |

### 2006
Фильм открытия: Тайфун, Корея, 2005
Жюри:
- Иван Дыховичный (режиссёр, сценарист, Россия)
- Кевин Тирни (продюсер, Канада)
- Пол Кокс (режиссёр, Австралия)
- Апхитчатпхонг Вирасетакун (режиссёр, Таиланд)
- Нин Цай (актёр, режиссёр, Китай)

| Приз фестиваля Pacific Meridian | Название фильма              | Режиссёр                         |
| --- | ---------------------------- | -------------------------------- |
| Гран-При фестиваля за лучший полнометражный фильм | Странник                     | Сергей Карандашов                |
| Лучший короткометражный фильм | Скажи мне, что ты чувствуешь | Ириа Гомес Кончейро              |
| Лучшая режиссёрская работа | Маленькие красные цветы      | Чжан Юань                        |
| Лучшая женская роль Жастин Кларк | Смотри в оба                 | Сара Уотт                        |
| Лучшая мужская роль Борис Лёскин | И всё осветилось             | Лев Шрайбер                      |
| Приз Губернатора Приморского края «9288 км» Актёр - Виталий Пичик | Странник                     | Сергей Карандашов                |
| Приз имени Юла Бриннера | 977                          | Николай Хомерики                 |
| Приз зрительских симпатий за лучший российский фильм | Костяника. Время лета        | Дмитрий Фёдоров                  |
| Специальный приз жюри за оригинальное жанровое решение Как признание за искренний поиск и достоверное изображение глубинных истин, которые скрыты за внешними условностями | Святое семейство             | Себастиан Кампос                 |
| Приз генерального спонсора фестиваля Русская горно-рудная компания | Собака Павлова               | Екатерина Шагалова               |
| Приз официальной связи фестиваля Сети Мегафон-Дальний восток | Отель «Владивосток»          | Ингрид Венингер и Чарльз Оффисер |
| Приз официального партнера фестиваля Филиал ОАО «Внешторгбанк» во Владивостоке вручил приз оператору-анималисту, фотографу - Анатолию Петрову                              | Последний леопард            | Тацухико Кобаяси                 |

### 2007
Фильмом открытия стала картина Сергея Бодрова-старшего «Монгол».

Фильм закрытия — «Люди из камня» Леонида Рыбакова
Жюри:
- Брюно Дюмон (Режиссёр, Франция)
- Кохэй Огури (Режиссёр, Япония)
- Кирилл Серебренников (Режиссёр, телеведущий, Россия)
- Ли Хенсын[англ.] (Режиссёр, Южная Корея)
- Брюс Майлз[англ.] (Режиссёр, актёр, Австралия)

| Приз фестиваля Pacific Meridian                                                                                       | Название фильма      | Режиссёр             |
| --- | -------------------- | -------------------- |
| Гран-При фестиваля за лучший полнометражный фильм                                                                     | Вернуться домой      | Чжан Ян              |
| Лучший короткометражный фильм                                                                                         | Люди из камня        | Леонид Рыбаков       |
| Лучшая режиссёрская работа                                                                                            | Лики фигового дерева | Момои Каори          |
| Лучшая женская роль Момои Каори                                                                                       | Лики фигового дерева | Момои Каори          |
| Лучшая мужская роль Сергей Пускепалис                                                                                 | Простые вещи         | Алексей Попогребский |
| Приз Губернатора Приморского края «9288 км»                                                                           | Монгол               | Сергей Бодров (ст.)  |
| Приз имени Юла Бриннера                                                                                               | Изгнание             | Андрей Звягинцев     |
| Приз зрительских симпатий за Лучший Российский фильм                                                                  | Слушая тишину        | Александр Касаткин   |
| Специальный приз жюри за оригинальное жанровое решение                                                                | Орёл против Акулы    | Тайка Вайтити        |
| Приз генерального спонсора фестиваля Компания «Дальсвязь TVi» За вклад в мировой кинематограф актриса Олимпия Дукакис | Вдали от неё         | Сара Полли           |
| Приз редакции журнала «Киносценарии» за лучший сценарий                                                               | Счастливые мили      | Майкл Джеймс Роулэнд |
| Приз Высших курсов сценаристов и режиссёров за успешный дебют                                                         | Проверка             | Бен Фелпс            |

### 2008
Призовой фонд VI МКФ «Меридианы Тихого» составил $105 000. В дирекцию кинофестиваля поступило около 500 картин более чем из 40 стран мира. В программы же кинофестиваля вошли фильмы из 24 государств.
- Фильм открытия — «Домовой». Режиссёр: Карен Оганесян
- Фильм закрытия — «Небо гаснет» (кор. ф.). Режиссёр: Ф. Дж. Оссанг

Жюри:
- Вибеке Винделов[англ.] (продюсер, Дания)
- О Джонван (продюсер, Корея)
- Сара Хоч (продюсер, США)
- Момои Каори[англ.] (актриса, Япония)
- Светлана Проскурина (режиссёр, Россия)

| Приз фестиваля Pacific Meridian | Название фильма        | Режиссёр              | Страна         |
| --- | ---------------------- | --------------------- | -------------- |
| Гран-При фестиваля за лучший полнометражный фильм                                                                                   | Frozen                 | Шиваджии Чандрабхушан | Индия          |
| Лучший короткометражный фильм | Рыба (кор. ф.)         | Александр Котт        | Россия         |
| Лучшая режиссёрская работа | Сервис                 | Брильянте Мендоса     | Филиппины      |
| Лучшая женская роль Джина Парено | Сервис                 | Брильянте Мендоса     | Филиппины      |
| Лучшая мужская роль Максим Дежардэн-Трэмбле                                                                                         | Борьба                 | Анаис Барбо-Лавалетт  | Канада         |
| Специальный приз Жюри «За гармонию художественного стиля, социальную достоверность, за душевное внимание и сочувствие своим героям» | Борьба                 | Анаис Барбо-Лавалетт  | Канада         |
| Приз губернатора Приморского края «9288 км» Адриану Белику                                                                          | Превыше долга          | Адриан Белик          | США            |
| Приз имени Юла Бриннера | Продавец сна           | Алекс Ривера          | США            |
| Приз зрительских симпатий за лучший российский фильм                                                                                | Скажи Лео (кор. ф.)    | Леонид Рыбаков        | Россия         |
| Приз официального партнера фестиваля                                                                                                | Кофе и аллах (кор. ф.) | Сима Урале            | Новая Зеландия |

### 2009
Фильм открытия — картина Александра Прошкина «Чудо». Фильм закрытия — «Царь» Павла Лунгина.
Жюри:
- Цзау Кхёнг (Чжоу Цян) (продюсер, Китай)
- Франсис Ксавье Пасьон (режиссёр, Филиппины)
- Тань Чхуймуй (Чэнь Цуймэй) (режиссёр, Малайзия)
- Сюндзи Иваи (сценарист, режиссёр, Япония)
- Леонид Рыбаков (режиссёр, сценарист, Россия)

| Приз фестиваля Pacific Meridian | Название фильма                                            | Режиссёр           |
| --- | ---------------------------------------------------------- | ------------------ |
| Гран-При фестиваля за лучший полнометражный фильм | Изгои                                                      | Ян Ик-чун          |
| Лучший короткометражный фильм | Канистра                                                   | Джулиус Эйвери     |
| Специальный приз жюри За то, как режиссёр передает отношение мирового сообщества к напряжённости, существующей между индусами и мусульманами. За попытку поднять вопрос социального конфликта в штате Гуджарат. | Разлука                                                    | Нандита Дас        |
| Лучшая режиссёрская работа | Принц Бродвея                                              | Шон Бейкер         |
| Лучшая женская роль Ким Кобби | Изгои                                                      | Ян Икчун           |
| Лучшая мужская роль Ли Чжичжун | Чжалайнур                                                  | Чжао Е             |
| Приз зрительских симпатий за Лучший российский фильм | Похороните меня за плинтусом                               | Сергей Снежкин     |
| Приз губернатора Приморского края «9288 км» | Полторы комнаты, или Сентиментальное путешествие на родину | Андрей Хржановский |
| Приз имени Юла Бриннера Лиза Арзамасова | Поп                                                        | Владимир Хотиненко |
| Приз главы города Владивостока Алиса Хазанова | Сказка про темноту                                         | Николай Хомерики   |
| Специальное упоминание жюри | Урок плавания                                              | Кат Го             |
| Приз генерального партнера фестиваля ОАО «УСК МОСТ» «За любовь и преданость делу» | Антонина обернулась                                        | Григорий Никулин   |

### 2010
Фильм открытия: «Дочь якудзы» режиссёров Гуки Омаровой и Сергея Бодрова.
Жюри:
- Вячеслав Тельнов (продюсер, генеральный директор ОАО «Киностудия „Ленфильм“», Россия)
- Пан Ынджин (режиссёр, актриса, Южная Корея)
- Ю Ликвай (Юй Ливэй) (режиссёр, Китай)
- Шиваджи Чандрабхушан (режиссёр, Индия)
- Жюльен Клоке (звукорежиссёр, звукооператор, Франция)

| Приз фестиваля Pacific Meridian                        | Название фильма        | Режиссёр                        |
| ------------------------------------------------------ | ---------------------- | ------------------------------- |
| Гран-При фестиваля за лучший полнометражный фильм      | Таквакоры              | Эйад Захра                      |
| Лучший короткометражный фильм                          | Парень за 6,5 долларов | Марк Альбистон и Луис Сазерленд |
| Лучшая режиссёрская работа                             | Овсянки                | Алексей Федорченко              |
| Лучшая женская роль Вай Ин-хон (Хуэй Инхун, Кара Хуэй) | В конце рассвета       | Хо Юйхан                        |
| Лучшая мужская роль Карлос Гассолс                     | Октябрь                | Даниель и Диего Вега            |
| Приз зрительских симпатий за лучший российский фильм   | Сатисфакция            | Анна Матисон                    |
| Приз губернатора Приморского края «9288 км»            | Дальневосточный исход  | Ирина Бахтина                   |
| Приз имени Юла Бриннера Анастасия Багрова (Сметанина)  | Слон                   | Владимир Карабанов              |
| Специальный приз жюри                                  | Один день              | Хоу Цзижань                     |

### 2011
Фильм открытия — картина Алёны Званцовой «Небесный суд».
Жюри:
- Тони Рэйнс (кинокритик, отборщик, один из крупнейших специалистов в области изучения и интерпретации восточноазиатского кинематографа, Англия)
- Филипп Чи (кинокритик и редактор журнала BigO, единственного в Сингапуре независимого журнала о поп-культуре/Сингапур)
- Раиса Фомина (Генеральный директор и учредитель агентства «Интерсинема» / Россия)
- Ян Шютте (Директор Немецкой академии кино и телевидения в Берлине / Германия)
- Лав Диас (Режиссёр / Филиппины)

| Приз фестиваля Pacific Meridian                      | Название фильма     | Режиссёр           |
| ---------------------------------------------------- | ------------------- | ------------------ |
| Гран-При фестиваля за лучший полнометражный фильм    | Тумела              | Айвен Сен          |
| Лучший короткометражный фильм                        | Мохтар              | Халима Уардири     |
| Лучшая режиссёрская работа                           | Господин дерево     | Хань Цзе           |
| Лучшая женская роль Фанни Маллет                     | На знакомой почве   | Стефан Лафлёр      |
| Лучшая мужская роль Ван Баоцян                       | Господин дерево     | Хань Цзе           |
| Приз зрительских симпатий за лучший российский фильм | Огни притона        | Александр Гордон   |
| Приз губернатора Приморского края «9288 км»          |                     | Микеле Плачидо     |
| Приз имени Юла Бриннера Дмитрий Выскубенко           | Мой папа Барышников | Дмитрий Поволоцкий |
| Специальный приз жюри                                | Мой отец            | Пимпака Товира     |

### 2012
Фильм открытия — картина Резо Гигинеишвили «Любовь с акцентом».
Жюри:
- Кристиан Жан (Директор отдела фильмов, зам. исполнительного директора МКФ в Каннах. Стаж работы на Каннском МКФ — 20 лет)
- Рэймонд Патанавирангун (Работал в службе программного обеспечения Excite@Home, позже редактором HKIFF, директором по маркетингу дистрибьюторской компании Fortissimo Films)
- Сергей Лозница (Сценарист, режиссёр. Игровой дебют Сергея Лозницы «Счастье мое» состоялся в мае 2010 года на МКФ в Канне, и получил приз за лучшую режиссуру, приз ФИПРЕССИ, а также был отмечен на открытом российском фестивале «Кинотавр», МКФ в Ереване, МКФ «Молодость» в Киеве)
- Стэнли Кван (Учился в Баптистском колледже, факультет коммуникаций. Работал на ТВ сперва как актер, затем в продюсерском отделе. В 1979 перешел на работу в кино ассистентом режиссёра. Дебютный фильм — Women (1985)
- Алексей Федорченко (Режиссёр, член Европейской Киноакадемии/ Россия)

##### Жюри NETPAC
- Бина Пол, кинорежиссёр, оператор монтажа, арт-директор МКФ в Керале (Индия),
- Сем Хо, кинокритик (Гонконг, Китай),
- Кирилл Разлогов, киновед, культуролог (Россия).

| Приз фестиваля Pacific Meridian                      | Название фильма            | Режиссёр              |
| ---------------------------------------------------- | -------------------------- | --------------------- |
| Гран-При фестиваля за лучший полнометражный фильм    | Море людей                 | Цай Шанцзюнь          |
| Лучший короткометражный фильм                        | Начни с А                  | Б. У. Пурба Негара    |
| Лучшая режиссёрская работа                           | LA SIRGA                   | Вильям Вега           |
| Лучшая женская роль Джослин Дженсен                  | Одна                       | Марк Джексон          |
| Лучшая мужская роль Апичай Трагулпадетграй           | P-047                      | Конгдей Джатуранрасми |
| Приз зрительских симпатий за лучший российский фильм | Рассказы                   | Михаил Сегал          |
| Приз губернатора Приморского края «9288 км»          |                            | Отар Иоселиани        |
| Приз имени Юла Бриннера Саша Петрова                 | Со мною вот что происходит | Виктор Шамиров        |
| Специальный приз жюри                                | P-047                      | Конгдей Джатуранрасми |

### 2013
Даты проведения: 7—13 сентября
Фильмы открытия — картины Дэвида Туи «Риддик» и Сержа Бозона «Тип Топ» с Изабель Юппер.
Президент фестиваля — Павел Лунгин, режиссёр.

#### Жюри
- Александр Миндадзе (Председатель жюри, сценарист, продюсер, режиссёр, Россия)
- Дарси Пэкет (актёр, Франция)
- Ариэль Швейцер (историк кино, кинокритик, США)
- Комаки Курихара (актриса театра и кино, Япония)
- Рири Риза (режиссёр, сценарист, продюсер, Индонезия)

##### Жюри NETPAC
- Аксель Эштейн (Германия),
- Борис Нелепо, кинокритик (Россия),
- Се Фэй, сценарист, режиссёр, продюсер (Китай).

#### Лауреаты фестиваля в 2013 году
| Приз фестиваля Pacific Meridian                      | Название фильма         | Режиссёр                      | Страна            |
| ---------------------------------------------------- | ----------------------- | ----------------------------- | ----------------- |
| Гран-При фестиваля за лучший полнометражный фильм    | «Илоило»                | Энтони Чен                    | Сингапур          |
| Лучший короткометражный фильм                        | «Масляная лампа»        | Ху Вэй                        | Китай             |
| Лучшая режиссёрская работа                           | «Золотая клетка»        | Диего Кемада-Диес             | Мексика · Испания |
| Лучшая женская роль Ео Янн Янн                       | «Илоило»                | Энтони Чен                    | Сингапур          |
| Лучшая мужская роль Денис Шведов                     | «Майор»                 | Юрий Быков                    | Россия            |
| Приз зрительских симпатий за лучший российский фильм | «Игра в правду»         | Виктор Шамиров                | Россия            |
| Приз губернатора Приморского края «9288 км»          |                         | Комаки Курихара               | Япония            |
| Приз имени Юла Бриннера Анфиса Черных                | «Географ глобус пропил» | Александр Велединский         | Россия            |
| Специальный приз жюри                                | «Шоппинг»               | Марк Альбистон Луис Сазерленд | Новая Зеландия    |
| Приз жюри NETPAC                                     | «Илоило»                | Энтони Чен                    | Сингапур          |

### 2014
Даты проведения: 13—18 сентября.
Фильмы открытия: чёрная комедия «Тяжёлый день» режиссёра Ким Сон-хуна (Южная Корея) и экранизация пьесы Тургенева режиссёра Веры Глаголевой «Две женщины» с Рэйфом Файнсом.
Президент фестиваля: Владимир Меньшов, режиссёр.

#### Жюри
- Александр Роднянский (председатель жюри, продюсер, Россия)
- Клаус Эдер (киновед, генеральный секретарь ФИПРЕССИ, Германия)
- Кирилл Разлогов (киновед, кинокритик и преподаватель, директор программ Московского МКФ, Россия)
- Альберт Серра (кинорежиссёр, продюсер и художник, Испания)
- Надав Лапид (кинорежиссёр, сценарист, оператор и писатель, Израиль)
- Майкл Мэдсен (актёр, продюсер, поэт и фотограф, США)
- Вимукти Джаясундара (режиссёр, сценарист и художник, Шри-Ланка)

##### Жюри FIPRESCI
- Шала Нахид, кинокритик (Франция),
- Клэренс Цуй, кинокритик (Китай),
- Вика Смирнова, кинокритик (Россия).

##### Жюри NETPAC
- Сидхарт Шринивасан, режиссёр, продюсер (Индия),
- Тильман Баумгартель, профессор, кино- и медиакритик, журналист (Германия),
- Зара Абдуллаева, кинокритик, киновед (Россия).

#### Лауреаты фестиваля в 2014 году
| Приз фестиваля Pacific Meridian                      | Название фильма   | Режиссёр                                       |
| ---------------------------------------------------- | ----------------- | ---------------------------------------------- |
| Гран-При фестиваля за лучший полнометражный фильм    | «Тихие воды»      | Наоми Кавасэ (Япония, Франция, Испания)        |
| Лучший короткометражный фильм                        | «Младший брат»    | Реми Сан-Мишель (Канада)                       |
| Лучшая режиссёрская работа                           | «Класс коррекции» | Иван И. Твердовский (Россия)                   |
| Лучшая женская роль Мария Поезжаева                  | «Класс коррекции» | Иван И. Твердовский (Россия)                   |
| Лучшая мужская роль Даниэль Кандиа                   | «Убить человека»  | Алехандро Фернандес Альмендрас (Чили, Франция) |
| Приз зрительских симпатий за лучший российский фильм | «Звезда»          | Анна Меликян (Россия)                          |
| Приз губернатора Приморского края «9288 км»          |                   | Владимир Меньшов (Россия)                      |
| Приз имени Юла Бриннера Анна Леванова                | «Две женщины»     | Вера Глаголева (Россия, Латвия, Франция)       |
| Специальный приз жюри                                | «Кровь»           | Алина Рудницкая (Россия)                       |
| Специальный приз «За волю к победе» Вячеслав Фетисов | «Красная армия»   | Гейб Польски (США, Россия)                     |
| Приз жюри NETPAC                                     | «Тяжёлый день»    | Ким Сон-хун (Южная Корея)                      |
| Приз жюри FIPRESCI за лучший полнометражный фильм    | «Жизнь после»     | Давид Паблос (Мексика)                         |
| Приз жюри FIPRESCI за лучший короткометражный фильм  | «Ниагара»         | Тиэ Хаякава (Япония)                           |

### 2015
Даты проведения: 12—18 сентября.
Фильм открытия: «И сдвинутся горы» китайского режиссёра Цзя Чжанке.
Президент фестиваля: Карен Шахназаров, режиссёр.

#### Жюри
- Председатель жюри Вадим Абдрашитов (Россия) — кинорежиссёр;
- Режис Варнье (Франция) — кинорежиссёр, сценарист и актёр;
- Яэль Бартана (Израиль) — художница, режиссёр;
- Энтони Чен (Сингапур) — режиссёр, сценарист, продюсер;
- Сайомпху Макдипром (Таиланд) — оператор, режиссёр.

##### Жюри FIPRESCI
- Николь Сантэ, кинокритик, член коллегии киножурналистов (Нидерланды),
- Анчали Чеворапорн, кинокритик (Таиланд),
- Алексей Гусев, киновед, кинокритик, педагог, режиссёр (Россия).

##### Жюри NETPAC
- Ванг Йяо, кинокритик, режиссёр (Китай),
- Ли Сан Хун, продюсер, режиссёр (Южная Корея),
- Инна Кушнарёва, киновед (Россия).

#### Лауреаты фестиваля в 2015 году
| Приз фестиваля Pacific Meridian                      | Название фильма       | Режиссёр                         |
| ---------------------------------------------------- | --------------------- | -------------------------------- |
| Гран-При фестиваля за лучший полнометражный фильм    | «Брат Дэян»           | Бакур Бакурадзе (Россия, Сербия) |
| Лучший короткометражный фильм                        | «Возвращения Эркина»  | Мария Гуськова (Россия)          |
| Лучшая режиссёрская работа                           | «Тень позади Луны»    | Чжун Роблес Лана (Филиппины)     |
| Лучшая женская роль Лорна Джей Рейс                  | «Тень позади Луны»    | Чжун Роблес Лана (Филиппины)     |
| Лучшая мужская роль Кристиан Феррер                  | «600 миль»            | Габриэль Рипштейн (Мексика, США) |
| Приз зрительских симпатий за лучший российский фильм | «Норвег»              | Алёна Званцова (Россия)          |
| Приз губернатора Приморского края «9288 км»          |                       | Карен Шахназаров (Россия)        |
| Приз имени Юла Бриннера Варя Шаблакова               | «Пионеры-герои»       | Наталья Кудряшова (Россия)       |
| Специальный приз жюри                                | «Объятия змея»        | Сиро Герра (Колумбия)            |
| Приз жюри NETPAC                                     | «Тень позади Луны»    | Чжун Роблес Лана (Филиппины)     |
| Приз жюри FIPRESCI за лучший полнометражный фильм    | «Тень позади Луны»    | Чжун Роблес Лана (Филиппины)     |
| Приз жюри FIPRESCI за лучший короткометражный фильм  | «Заклинатель прилива» | Аликс Дункан (Новая Зеландия)    |

### 2016
Даты проведения: 10—16 сентября
Фильмы открытия: «Дама Пик» режиссёра Павла Лунгина и «Пламя» режиссёра Каори Момои (Япония)
Президент фестиваля: Фёдор Бондарчук, актёр, режиссёр, продюсер.

#### Жюри
- Председатель жюри Владимир Хотиненко (Россия) — кинорежиссёр;
- Пен-Ек Ратанаруанг (Таиланд) — кинорежиссёр;
- Эдуард Вайнтроп (Франция) — журналист;
- Шень Ян (Китай) — продюсер, куратор фестивалей;
- Анжели Баяни (Филиппины) — актриса театра и кино.

##### Жюри FIPRESCI
- Бернар Бессерглик, кинокритик, писатель (Франция),
- Нирмал Чандра Дхар, кинокритик (Индия),
- Анжелика Артюх, кинокритик (Россия).

##### Жюри NETPAC
- Макс Тессье, кинокритик, история (Франция — Филиппины),
- Андреас Унгербок, журналист, кинокритик (Австрия),
- Нина Кочеляева, специалист в области теории и истории культуры, культурной политики (Россия).

#### Лауреаты фестиваля в 2016 году
| Приз фестиваля Pacific Meridian                      | Название фильма     | Режиссёр                                   |
| ---------------------------------------------------- | ------------------- | ------------------------------------------ |
| Гран-При фестиваля за лучший полнометражный фильм    | «Жизнь после жизни» | Ханьи Чжан (Китай)                         |
| Лучший короткометражный фильм                        | «Забелин»           | Ника Барабаш, Андреас Костандакес (Россия) |
| Лучшая режиссёрская работа                           | «Двойная жизнь»     | Йосиюки Киси (Япония)                      |
| Лучшая женская роль Муги Кадоваки                    | «Двойная жизнь»     | Йосиюки Киси (Япония)                      |
| Лучшая мужская роль Кристофер Эббот                  | «Джеймс Уайт»       | Джош Монд (США)                            |
| Приз зрительских симпатий за лучший российский фильм | «Коллектор»         | Алексей Красовский (Россия)                |
| Приз губернатора Приморского края «9288 км»          |                     | Сергей Соловьёв (Россия)                   |
| Приз имени Юла Бриннера Алина Ходжеванова            | «Я умею вязать»     | Надежда Степанова (Россия)                 |
| Специальный приз жюри                                | «Я умею вязать»     | Надежда Степанова (Россия)                 |
| Приз жюри NETPAC                                     | «Бессмертный»       | Хади Мохагега (Иран)                       |
| Приз жюри FIPRESCI за лучший полнометражный фильм    | «Старый камень»     | Джонни Ма (Китай, Канада)                  |
| Приз жюри FIPRESCI за лучший короткометражный фильм  | «Аниме»             | Арно Брисбуа (Канада)                      |

### 2017
Даты проведения: 9—15 сентября
Фильмы открытия: «Карп отмороженный» режиссёра Владимира Котта и «Напарник» режиссёра Александра Андрющенко (Россия)
Президент фестиваля: Сергей Жигунов, актёр, режиссёр, продюсер

#### Жюри
- Председатель жюри Алла Сурикова (Россия) — кинорежиссёр;
- Жуан Педру Родригеш (Португалия) — кинорежиссёр;
- Кристоф Терхещте (Германия) — журналист;
- Джейкоб Вонг (Гонконг) — куратор фестивалей;
- Квак Кён-тхэк (Республика Корея) — режиссёр
- Сёдзо Итияма (Япония) — продюсер.

##### Жюри FIRPESCI
- Катарина Докхорн, кинокритик (Германия),
- Джованни Оттоне, кинокритик (Италия),
- Алёна Сычёва, киновед, продюсер анимационного кино (Россия).

##### Жюри NETPAC
- Ратна Сарумпает (Индонезия),
- Эшли Ратнавибхушан (Шри-Ланка)
- Всеволод Коршунов (Россия).

#### Лауреаты фестиваля в 2017 году
| Приз фестиваля Pacific Meridian                               | Название фильма              | Режиссёр                                       |
| ------------------------------------------------------------- | ---------------------------- | ---------------------------------------------- |
| Гран-При фестиваля за лучший полнометражный фильм             | «Теснота»                    | Кантемир Балагов (Россия)                      |
| Лучший короткометражный фильм                                 | «Шалава»                     | Люси Шродер (Австралия)                        |
| Лучшая режиссёрская работа                                    | «Прощай, энтузиазм»          | Владимир Дюран (Аргентина, Колумбия)           |
| Лучшая женская роль Дарья Жовнер                              | «Теснота»                    | Кантемир Балагов (Россия)                      |
| Лучшая мужская роль Иссей Такахаси, Лили Фрэнки, Такуми Сайто | «13 лет пустоты»             | Такуми Сайто (Япония)                          |
| Приз зрительских симпатий за лучший российский фильм          | «Карп отмороженный»          | Владимир Котт (Россия)                         |
| Приз губернатора Приморского края «9288 км»                   |                              | Ефим Звеняцкий (Россия), гендиректор фестиваля |
| Приз имени Юла Бриннера Диана Антосяк и Эрик Халявко-Гришин   | «Что-то не так с родителями» | Таисия Игуменцева (Россия)                     |
| Специальный приз жюри                                         | «Колумбус»                   | Когонада, США                                  |
| Приз жюри NETPAC                                              | «Близкие»                    | Ксения Зуева (Россия)                          |
| Особое упоминание и диплом жюри NETPAC                        | «Пластиковый Китай»          | Цзе-лян Ван (Китай)                            |
| Приз жюри FIPRESCI за лучший полнометражный фильм             | «Король»                     | Найлз Аталла (Чили, Франция)                   |
| Приз жюри FIPRESCI за лучший короткометражный фильм           | «1 килограмм»                | Ён-джу Пак (Южная Корея)                       |

### 2018
Даты проведения: 21—27 сентября
Фильмы открытия: «Два билета домой» режиссёра Дмитрия Месхиева и «Счастливый Лазарь» режиссёра Аличе Рорвахер.
Фильмы закрытия: «На районе» режиссёра Ольги Зуевой и «Видение» режиссёра Наоми Кавасэ.
Президент фестиваля: Александр Михайлов.

#### Жюри
- председатель жюри Алексей Герман-младший, кинорежиссёр, сценарист (Россия),
- Филип Грёнинг, кинорежиссёр-документалист, сценарист (Германия),
- Ко Мин Цзюн, программный директор Тайбэйского кинофестиваля (Тайвань),
- Дэнни Леннон, кинорежиссёр, программный директор кинофестивалей (Канада),
- Ян Фудун, художник, режиссёр (Китай).

##### Жюри FIPRESCI
- Майк Наафс, кинокритик (Нидерланды),
- Нахум Мошиах, кинокритик (Израиль),
- Максим Казючиц, кинокритик (Россия).

##### Жюри NETPAC
- Мартин Теруан, художественный руководитель международного фестиваля азиатского кино в Везуле (Франция),
- Бэ Чхан-хо, кинорежиссёр, сценарист (Южная Корея),
- Мария Кувшинова, кинокритик (Россия).

#### Лауреаты фестиваля в 2018 году
| Приз фестиваля Pacific Meridian                      | Название фильма         | Режиссёр                    |
| ---------------------------------------------------- | ----------------------- | --------------------------- |
| Гран-при фестиваля за лучший полнометражный фильм    | «Овдовевшая ведьма»     | Цай Ченцзи (Китай)          |
| Лучший короткометражный фильм                        | «Ярко-рыжий»            | Жереми Комт (Канада)        |
| Лучшая режиссёрская работа                           | «Великий Будда+»        | Хуан Синь-яо (Тайвань)      |
| Лучшая женская роль Агнесса Цвелодуб                 | «Восьмой вид»           | Лена Ланских (Россия)       |
| Лучшая мужская роль Майкл Джей Кью Хуан              | «Отец сыну»             | Сяо Я-чуань (Тайвань)       |
| Приз зрительских симпатий за лучший российский фильм | «Хрусталь»              | Дарья Жук (Белоруссия)      |
| Приз губернатора Приморского края «9288 км»          |                         | Александр Михайлов (Россия) |
| Приз имени Юла Бриннера Марта Козлова                | «Война Анны»            | Алексей Федорченко (Россия) |
| Специальный приз жюри                                | «Календарь»             | Игорь Поплаухин (Россия)    |
| Особое упоминание жюри                               | «Нервный перевод»       | Ширин Сено (Филиппины)      |
| Приз жюри NETPAC                                     | «Слон сидит неподвижно» | Ху Бо (Китай)               |
| Приз жюри FIPRESCI за лучший полнометражный фильм    | «Овдовевшая ведьма»     | Цай Ченцзи (Китай)          |
| Приз жюри FIPRESCI за лучший короткометражный фильм  | «Ярко-рыжий»            | Жереми Комт (Канада)        |

### 2019
Даты проведения: 13—19 сентября
Фильмы открытия: «Выше неба» режиссёра Оксаны Карас (Россия) и «Гангстер, коп и дьявол» режиссёра Ли Вон Тхе (Южная Корея).
Фильм закрытия: обладатель Гран-при фестиваля «Мальчик русский» режиссёра Александра Золотухина (Россия).
Президент фестиваля: Константин Хабенский.

#### Жюри
- председатель жюри Анна Меликян, кинорежиссёр, сценарист, продюсер (Россия),
- Ройстон Тан, режиссёр, сценарист, продюсер и актёр (Сингапур),
- Хон Сан Ву, киновед, консультант Пусанского международного кинофестиваля (Южная Корея),
- Дун Цзиньсун, кинооператор (Китай),
- Амир Эсфандиари, киновед (Иран).

##### Жюри FIPRESCI
- Рене Маркс, кинокритик (Франция),
- Кьяра Спаньоли Габарди, кинокритик (Италия),
- Алёна Сычёва, киновед, продюсер анимационного кино (Россия).

##### Жюри NETPAC
- Кеопрасит Суваннавонг, журналист (Франция),
- Андроника Мартонова, кинокритик (Болгария),
- Сергей Дешин, кинокритик, куратор, независимый кинопрокатчик (Россия).

#### Лауреаты фестиваля в 2019 году
| Приз фестиваля Pacific Meridian                      | Название фильма     | Режиссёр                     |
| ---------------------------------------------------- | ------------------- | ---------------------------- |
| Гран-при фестиваля за лучший полнометражный фильм    | «Мальчик русский»   | Александр Золотухин (Россия) |
| Лучший короткометражный фильм                        | «Братство»          | Мириам Жубер (Канада)        |
| Лучшая режиссёрская работа                           | «Большая поэзия»    | Александр Лунгин (Россия)    |
| Лучшая женская роль Летиция Гомез                    | «Истец»             | Франко Лолли (Колумбия)      |
| Лучшая мужская роль Тоби Уоллес                      | «Адское невезение»  | Томас М. Райт (Австралия)    |
| Приз зрительских симпатий за лучший российский фильм | «Новогодний ремонт» | Артур Пинхасов (Россия)      |
| Приз губернатора Приморского края «9288 км»          |                     | Павел Лунгин (Россия)        |
| Приз имени Юла Бриннера Таисия Вилкова               | «Выше неба»         | Оксана Карас (Россия)        |
| Специальный приз жюри                                | «Гуру»              | Рори Барриентос Ламас (Чили) |
| Приз жюри NETPAC                                     | «Большая поэзия»    | Александр Лунгин (Россия)    |
| Приз жюри FIPRESCI за лучший полнометражный фильм    | «Мальчик русский»   | Александр Золотухин (Россия) |
| Приз жюри FIPRESCI за лучший короткометражный фильм  | «Чичи»              | Дэвид Нессл (США)            |

### 2020
Даты проведения: 10—16 октября.
Фильмы открытия: «Эсав» режиссёра Павла Лунгина и «Доктор Лиза» режиссёра Оксаны Карас.
Фильм закрытия: обладатель Гран-при фестиваля «Длинный день» режиссёра Юймо Ло (Китай)
Президент фестиваля: Андрей Кончаловский.

#### Жюри
- председатель жюри Ситора Алиева, киновед, программный директор «Кинотавра» (Россия),
- Иван Твердовский, кинорежиссёр (Россия),
- Зара Абдуллаева, киновед, кинокритик (Россия),
- Антон Яруш, сценарист (Россия)

##### Жюри FIPRESCI
- Джузеппе Седиа, кинокритик (Италия),
- Андрей Карташов, киновед (Россия),
- Мохамед Сайед Абдель Рехим, кинокритик, писатель, журналист, переводчик, сценарист (Египет).

##### Жюри NETPAC
- Юлия Гулян, кинокритик, сценаристка (Россия),
- Рашми Дорайсвами, кинокритик (Индия),
- Ольга Хлашева, продюсер (Казахстан).

#### Лауреаты фестиваля в 2020 году
| Приз фестиваля Pacific Meridian                      | Название фильма     | Режиссёр                                         |
| ---------------------------------------------------- | ------------------- | ------------------------------------------------ |
| Гран-при фестиваля за лучший полнометражный фильм    | «Длинный день»      | Юймо Ло (Китай)                                  |
| Лучший короткометражный фильм                        | «Южная лихорадка»   | Томас Вудрофф (Чили)                             |
| Лучшая режиссёрская работа                           | «Голый»             | Кирилл Хачатуров (Россия)                        |
| Лучшая женская роль Изабель Сандовал                 | «Лингва Франка»     | Изабель Сандовал (США, Филиппины)                |
| Лучшая мужская роль Дэн Бейрн                        | «Двадцатый век»     | Мэттью Рэнкин (Канада)                           |
| Приз зрительских симпатий за лучший российский фильм | «Пугало»            | Дмитрий Давыдов (Россия)                         |
| Приз губернатора Приморского края «9288 км»          |                     | Сергей Степанченко (Россия)                      |
| Приз имени Юла Бриннера Сергей Гиро                  | «Гипноз»            | Валерий Тодоровский (Россия)                     |
| Специальный приз жюри — за режиссёрское мышление     | «Пухляш»            | Мадлен Симс-Фьюер, Дасти Манчинелли (Канада)     |
| Приз жюри NETPAC                                     | «Город уснул»       | Мария Игнатенко (Россия)                         |
| Приз жюри FIPRESCI за лучший полнометражный фильм    | Kitoboy             | Филипп Юрьев (Россия)                            |
| Приз жюри FIPRESCI за лучший короткометражный фильм  | «Озадачь отгадчика» | Гай Мэддин, Эван Джонсон, Гален Джонсон (Канада) |

### 2021
Фестиваль не проводился.

### 2022
Даты проведения: 10—16 сентября.
Фильм открытия: «Французский мастер» режиссёра Юсупа Разыкова.
Президент фестиваля: Андрей Соколов.

#### Жюри[7]
- председатель жюри Алексей Учитель, кинорежиссёр, сценарист, продюсер (Россия),
- Антон Малышев, исполнительный директор Фонда развития современного кинематографа «Кинопрайм» (Россия),
- Вадим Абдрашитов, кинорежиссёр (Россия),
- Виктория Белопольская, кинокритик, программный директор кинофестиваля «Артдокфест» (Россия),
- Юсуп Разыков, режиссёр (Россия).

##### Жюри NETPAC
- Сергей Каптерев, историк кино, ведущий научный сотрудник ВГИК (Россия),
- Сардана Саввина, кинопродюсер, руководитель Государственной национальной кинокомпании «Сахафильм» (Россия),
- Роланд Б. Толентино, преподаватель Института кино Университета Филиппин, председатель Национального комитета по кинематографии (Филиппины).

#### Лауреаты фестиваля в 2022 году
| Приз фестиваля Pacific Meridian | Название фильма    | Режиссёр            | Страна  |
| --- | ------------------ | ------------------- | ------- |
| Гран-при фестиваля за лучший полнометражный фильм                                                                                               | «Боги Мексики»     | Хельмут Досантос    | Мексика |
| Лучший короткометражный фильм | «Шарира»           | Ли Минъян           | Китай   |
| Лучшая режиссёрская работа | «Педро»            | Натеш Хегде         | Индия   |
| Лучшая женская роль актёрский ансамбль: Ольга Лапшина, Виктория Исакова, Таисия Вилкова, Любовь Толкалина                                       | «Похожий человек»  | Семён Серзин        | Россия  |
| Лучшая мужская роль Чандан Сэн | «Облако и человек» | Абхинандан Банерджи | Индия   |
| Приз зрительских симпатий за лучший российский фильм от сети кинотеатров «Иллюзион»                                                             | «Жанна»            | Константин Статский | Россия  |
| Приз губернатора Приморского края «9288 км» |                    | Вадим Адбрашитов    | Россия  |
| Приз имени Юла Бриннера Марк Эйдельштейн | «Страна Саша»      | Юлия Трофимова      | Россия  |
| Специальный приз жюри — за звуковое решение | «Волнами»          | Сергей Кальварский  | Россия  |
| Приз жюри NETPAC | «Педро»            | Натеш Хегде         | Индия   |
| Приз Гильдии художников кино и телевидения Союза кинематографистов РФ за лучшую художественную постановку полнометражного фильма Любовь Иванова | «Похожий человек»  | Семён Серзин        | Россия  |
| Приз Гильдии художников кино и телевидения Союза кинематографистов РФ за лучшую художественную постановку короткометражного фильма Лю Ён        | «Пьяница»          | Гэ Юйци             | Китай   |

### 2023
Фестиваль не проводился.

### 2024
Фестиваль не проводился.